# Hadriwa (Falkensteiner Vorwald)
Der Hadriwa auf dem Gebiet der Gemeinde Zell im Landkreis Cham ist mit 677 m die höchste Erhebung in dem Gebiet südlich von Zell zwischen Perlenbach und Göppenbach.
Es gibt noch einen weiteren Berg Hadriwa im Bayerischen Wald im Landkreis Straubing-Bogen mit einer Höhe von 922 m.